# Tîhonivka, Lîseanka
Tîhonivka (în ucraineană Тихонівка) este o comună în raionul Lîseanka, regiunea Cerkasî, Ucraina, formată numai din satul de reședință.

## Demografie
Componența lingvistică a comunei Tîhonivka
     Ucraineană (98,4%)
     Alte limbi (1,6%)
Conform recensământului din 2001, majoritatea populației comunei Tîhonivka era vorbitoare de ucraineană (98,4%), existând în minoritate și vorbitori de alte limbi.